# Гаффари, Мэтт
Мэтт Гаффари (англ. Siamak «Matt» Ghaffari; род. 11 ноября 1961, Тегеран) — американский борец греко-римского и вольного стилей. Победитель Панамериканских чемпионатов и Панамериканских игр по греко-римской борьбе, призёр чемпионатов мира по греко-римской борьбе, обладатель Кубка мира по греко-римской борьбе, серебряный призёр летних Олимпийских игр 1996 года в Атланте по греко-римской борьбе, участник двух Олимпиад. Боец смешанных единоборств.

## Карьера

### Борьба
Выступал в супертяжёлой весовой категории (до 120-130 кг). Главные его достижения относятся к греко-римской борьбе, в которой он обладатель целого ряда достижений: 6-кратный победитель Панамериканских чемпионатов, чемпион Панамериканских игр 1991 и 1995 годов, обладатель Кубка мира 1990 года, серебряный (1991, 1998) и бронзовый (1995) призёр чемпионатов мира. В соревнования по вольной борьбе Гаффари дважды побеждал на Панамериканских чемпионатах.
На летних Олимпийских играх 1992 года в Барселоне Гаффари в первом раунде отборолся вничью с болгарином Рангелом Геровским. Затем он проиграл шведу Томасу Йоханссону и выбыл из борьбы за медали.
На следующих Олимпийских играх в Атланте Гаффари победил узбека Шермухаммада Кузиева, украинца Петра Котока и немца Рене Шикеля. В финальной схватке Гаффари уступил россиянину Александру Карелину и завоевал олимпийское серебро.

### Смешанные единоборства
В смешанных единоборствах провёл один бой, в котором проиграл техническим нокаутом японцу Наоя Огава.
| № Боя | Результат | Рекорд | Соперник            | Способ                     | Турнир       | Место проведения | Дата                | Раунд | Время |
| ----- | --------- | ------ | ------------------- | -------------------------- | ------------ | ---------------- | ------------------- | ----- | ----- |
| 1     | Поражение | 0-1    | Наоя Огава · Япония | Технический нокаут (удары) | UFO - Legend | Япония, Токио    | 8 августа 2008 года | 1     | 0:56  |